# Flubber
Flubber is een Amerikaanse film uit 1997 die werd geregisseerd door Les Mayfield. De hoofdrollen werden vertolkt door Robin Williams, Marcia Gay Harden en Christopher McDonald. In België en Nederland verscheen de film pas in 1998 in de bioscopen.
Flubber was een remake van The Absent-Minded Professor, een Disneyfilm uit 1961.

## Verhaal
Professor Phillip Brainard werkt samen met zijn assistent Weebo aan een nieuwe uitvinding, een materie die een nieuwe bron van energie zou moeten worden. Deze stof zou het Medfield College, waar zijn vriendin Sara het hoofd van is, kunnen redden van de ondergang. Tevens heeft de professor al twee keer zijn bruiloft gemist. Dan creëert hij flubber, een materie waarmee hij objecten kan laten vliegen.

## Rolverdeling
| Acteur               | Personage                 | Nederlandse nasynchronisatie |
| -------------------- | ------------------------- | ---------------------------- |
| Robin Williams       | Professor Philip Brainard | Pierre Bokma                 |
| Marcia Gay Harden    | Dr. Sara Jean Reynolds    | Tanneke Hartzuiker           |
| Christopher McDonald | Wilson Croft              | Robert ten Brink             |
| Ted Levine           | Wesson                    | Thomas Acda                  |
| Clancy Brown         | Smith                     | Paul de Munnik               |